# Бельмонтехо
Бельмонтехо (ісп. Belmontejo) — муніципалітет в Іспанії, у складі автономної спільноти Кастилія-Ла-Манча, у провінції Куенка. Населення — 208 осіб (2010).
Муніципалітет розташований на відстані близько 130 км на південний схід від Мадрида, 33 км на південний захід від Куенки.

## Демографія
Динаміка населення (INE ):